# Cut off (meteorologia)
In meteorologia il cut off è un fenomeno atmosferico-meteorologico a scala sinottica durante il quale si origina e si isola una saccatura depressionaria dalla principale area di bassa pressione, più vasta ed estesa. Al termine dell'intero processo, si sarà determinato un nuovo vortice di bassa pressione, completamente autonomo nei suoi moti e nella sua attività, del quale risulta difficile prevedere i movimenti anche per i più esperti previsori.
Il cut off può verificarsi in ogni stagione dell'anno, anche se le probabilità risultano essere più elevate nel periodo compreso tra la primavera inoltrata e la prima parte dell'autunno. Un cut-off in quota viene spesso detto goccia fredda.

## Descrizione

### Genesi
Il nuovo vortice ciclonico si forma nella medio-bassa troposfera e, nell'emisfero boreale, origina generalmente dal vortice polare o dalla depressione d'Islanda.
Affinché si verifichi il cut off è necessaria la presenza di profonde ed estese saccature depressionarie che si estendono da nord verso sud. Se, contemporaneamente, si intensifica notevolmente la corrente a getto (jet stream) sui bordi settentrionali degli anticicloni che seguono o precedono la profonda ed estesa saccatura depressionaria, questa verrà divisa in due unità distinte di bassa pressione dall'intensificarsi dei venti zonali: la bassa pressione più a nord, generalmente più estesa, risulterà essere ciò che resta della preesistente saccatura depressionaria principale, mentre l'area depressionaria che si stacca più a sud sarà il nuovo vortice ciclonico che si rende autonomo dalla depressione d'origine.

### Cut off termodinamico: goccia d'aria fredda
Il distacco iniziale del nuovo vortice di bassa pressione dall'originaria struttura ciclonica è determinato dalla formazione di un minimo di geopotenziale in quota che si chiude e si isola autonomamente, senza essere accompagnato, almeno inizialmente, da una variazione delle isoterme (cut off dinamico).
Successivamente, il minimo di geopotenziale è seguito, nella maggior parte dei casi, dalla formazione di un minimo termico che si isola dalle preesistenti isoterme, tendendo a porsi in posizione leggermente occidentale rispetto al minimo di bassa pressione (cut off termico). Più raramente, può verificarsi prima il cut off termico e poi quello dinamico: ciò interessa soprattutto le strutture di bassa pressione meno organizzate. Il vortice depressionario autonomo che origina dal completo processo di cut off termodinamico è denominato anche goccia d'aria fredda.
La struttura di bassa pressione di neogenesi da cut off termodinamico è responsabile di fenomeni di spiccata instabilità, anche prolungati, nel periodo compreso tra la tarda primavera e l'inizio dell'autunno: è anche all'origine della maggior parte delle condizioni di maltempo estivo nel bacino del Mediterraneo. In particolare, le conseguenti condizioni meteorologiche si caratterizzano per piogge di media o forte intensità nelle ore notturne e mattutine che vanno ad interessare le zone interne che precedono i versanti esposti ai venti, mentre nelle ore pomeridiane e serali va ad intensificarsi notevolmente l'attività termoconvettiva con formazione di frequenti temporali che, oltre ad interessare tutte le zone interne, tendono a "sconfinare" anche lungo gran parte delle fasce costiere, dove le probabilità rimangono relativamente più limitate soltanto nei tratti litoranei situati molto lontano da catene montuose o gruppi collinari organizzati.

### Cut off dinamico: lacuna barica
In alcuni casi, la formazione del minimo di geopotenziale può non essere seguita dalla formazione del minimo termico (tear off). Ciò determina la neogenesi di un vortice di bassa pressione relativa in quota, senza che vi siano variazioni sostanziali delle preesistenti isoterme. Tale conformazione, definita anche lacuna barica, determina il richiamo di aria calda nelle zone anticicloniche ad oriente e la discesa di aria più fredda (anche in movimento retrogrado) in quelle ad occidente.
Il più noto cut off dinamico in grado di condizionare lo scenario meteorologico del bacino del Mediterraneo è sicuramente la lacuna barica iberico-marocchina, che si forma spesso durante i mesi estivi nell'Oceano Atlantico antistante le coste della Penisola iberica e dell'Africa nord-occidentale, determinando la risalita verso nord dell'anticiclone subtropicale africano, con apporto di tempo stabile e temperature sensibilmente oltre le medie stagionali nei paesi dell'Europa meridionale.

### Cut off termico: nocciolo d'aria fredda
In altri casi ancora, è possibile assistere alla formazione esclusiva del minimo termico, che si isola in modo autonomo senza determinare variazioni isobariche e di geopotenziale. Tale struttura autonoma è comunemente chiamata nocciolo d'aria fredda, ed è responsabile dell'accentuarsi dei fenomeni temporaleschi termoconvettivi che arrivano ad interessare diffusamente le zone interne, sia pianeggianti che montuose, nei mesi estivi e, più marginalmente, in primavera e autunno.

## Colmamento
Una volta originata, la nuova area di bassa pressione tende a colmarsi per l'interruzione di apporto di aria fredda. Tuttavia, il suo movimento è difficile da prevedere in quanto può isolarsi nel cuore di vaste aree anticicloniche con alta pressione al suolo, oppure rimanere isolato tra due distinti anticicloni che possono creare alternativamente situazioni di stazionarietà (fino a completo esaurimento dell'energia del vortice) o movimenti retrogradi.